# Brian B. Low
Brian Buik Low (* 1937; † 2015) war ein britischer Diplomat.
Er war von 1991 bis 1994 Botschafter des Vereinigten Königreichs in Estland.
Dann war von 1994 bis 1997 Hochkommissar in Papua-Neuguinea.
Ausgezeichnet wurde er mit der Ernennung zum Commander des Order of the British Empire.